# 33495 Schaferjames
33495 Schaferjames è un asteroide della fascia principale. Scoperto nel 1999, presenta un'orbita caratterizzata da un semiasse maggiore pari a 2,2223683 UA e da un'eccentricità di 0,1255746, inclinata di 4,50502° rispetto all'eclittica.